# Emlen-Trichter

Emlen-Trichter

Der Emlen-Trichter (engl. Emlen funnel) ist eine Apparatur, durch die die Aktivität und Zugrichtung von gefangenen Zugvögeln während der Zugunruhe bestimmt werden kann. Der von Stephen T. Emlen und John T. Emlen 1966 entwickelte Käfig nutzt dabei als Markierungsmedium Tinte, in modifizierten Versionen werden Schreibmaschinenkorrekturpapier, sogenanntes Tipp-Ex-Papier, oder Thermopapier verwendet.

## Funktionsweise
Der gefangene Vogel wird in den Emlen-Trichter gesetzt, der oben mit einem Netz abgedeckt wird. Dabei sollte der Trichter nicht aus ferromagnetischem Metall bestehen, da es das für die Orientierung des Vogels wichtige Erdmagnetfeld stört. Die Vögel hinterlassen beim Hochhüpfen im Trichter deutliche Spuren durch die Tinte oder als Kratzspuren auf dem Tipp-Ex-Papier, die hinsichtlich der Orientierungsrichtung und der Häufung der Aktivität ausgewertet werden können.
Im Gegensatz zu elektrischen Registrierungskäfigen ist der Emlen-Trichter insbesondere für den Einsatz im Freiland optimiert.

## Geschichte
Der Emlen-Trichter wurde von Stephen T. Emlen und John T. Emlen entwickelt und 1966 erstmals in der wissenschaftlichen Zeitschrift The Auk veröffentlicht. 1979 beschrieb J. Rabøl eine modifizierte Variante, bei der statt der Tinte, die den Vogel verschmutzte, Tipp-Ex-Papier benutzt wurde, auf dem der Vogel statt Farbflecken Kratzer hinterließ. Manuela Zapka und andere ersetzten 2009 das wegen der selten gewordenen Schreibmaschinen heute kaum noch verfügbare Tipp-Ex-Papier durch ein Thermopapier, um die Spuren erkennbar zu machen.

## Belege
1. 1 2  Stephen T. Emlen, John T. Emlen: A technique for recording migratory orientation of captive birds. Auk 83; S. 361–367. (PDF)
2. ↑  J. Rabøl: Migrating orientation in night-migrating passerines. Ornis Scandinavia 10, 1979; S. 69–75.
3. ↑  Manuela Zapka, Dominik Heyers, Christine M. Hein, Svenja Engels, Nils-Lasse Schneider, Jörg Hans, Simon Weiler, David Dreyer, Dmitry Kishkinev, J. Martin Wild, Henrik Mouritsen: Visual but not trigeminal mediation of magnetic compass information in a migratory bird. Nature 461, Oktober 2009; S. 1274–1277. (Abstract)